# Serie A 2006-2007 (rugby a 15 femminile)
La Serie A 2006-07 fu il 16º campionato di rugby a 15 femminile di prima divisione organizzato dalla Federazione Italiana Rugby e il 23º assoluto.
Si tenne dal 15 ottobre 2006 al 9 giugno 2007 tra 9 squadre divise in due gironi di merito; a vincerlo fu, per la terza volta, la sezione femminile del Riviera, che nella finale di San Pietro in Cariano (VR) batté 12-10 le Red Panthers, nella quinta riedizione consecutiva della stessa gara per il titolo (due vittoria a testa nelle precedenti quattro).

## Formula
Le 9 squadre furono suddivise in due gironi di merito, il girone A di quattro squadre e il girone B da cinque.
Le prime tre classificate del girone di merito A e la prima del girone B accedevano alle semifinali, con la vincente del girone A a incontrare la prima del girone B e la seconda e la terza del girone A a incontrarsi tra di esse, con ritorno in casa della squadra meglio classificata durante la stagione regolare.
La finale si tenne in gara unica in sede decisa dalla Federazione Italiana Rugby, che nell'occasione designò lo Stadio comunale di San Pietro in Cariano (Verona).

## Squadre partecipanti

### Girone A
- Le Lupe (Piacenza)
- Riviera (Mira)
- Red Panthers (Treviso)
- Rugby Roma

### Girone B
- Biella
- Colorno
- Monza
- Pesaro
- Grazia Deledda (Cagliari)

## Stagione regolare

### Girone A
| 15-10-2006 | 1ª/4ª giornata         | 10-12-2006 |
| ---------- | ---------------------- | ---------- |
| 0-46       | Le Lupe — Red Panthers | 0-92       |
| 5-7        | Riviera — Rugby Roma   | 25-16      |

| 22-10-2006 | 2ª/5ª giornata            | 17-12-2006 |
| ---------- | ------------------------- | ---------- |
| 29-3       | Riviera — Le Lupe         | 21-0       |
| 5-29       | Rugby Roma — Red Panthers | 12-48      |

| 3-12-2006 | 3ª/6ª giornata         | 14-1-2007 |
| --------- | ---------------------- | --------- |
| 5-32      | Le Lupe — Rugby Roma   | 5-3       |
| 28-10     | Red Panthers — Riviera | 22-10     |

#### Classifica girone A
| Pos | Squadra      | G | V | N | P | PF  | PS  | DP   | BMP | Pt |
| --- | ------------ | - | - | - | - | --- | --- | ---- | --- | -- |
| 1   | Red Panthers | 6 | 5 | 0 | 1 | 253 | 49  | +204 | 4   | 24 |
| 2   | Riviera      | 6 | 4 | 0 | 2 | 112 | 64  | +48  | 2   | 18 |
| 3   | Rugby Roma   | 6 | 2 | 0 | 4 | 75  | 117 | −42  | 2   | 10 |
| 4   | Le Lupe      | 6 | 1 | 0 | 5 | 13  | 223 | −210 | −12 | −8 |

### Girone B
| 15-10-2006 | 1ª/6ª giornata          | 14-1-2007 |
| ---------- | ----------------------- | --------- |
| 69-0       | Monza — Grazia Deledda  | 46-0      |
| 22-10      | Pesaro — Colorno        | 5-0       |
| rip.       | Biella                  |           |
|            |                         |           |
| 10-12-2006 | 4ª/9ª giornata          | 15-4-2007 |
| 24-5       | Biella — Colorno        | 81-0      |
| 20-10      | Pesaro — Grazia Deledda | 27-5      |
| rip.       | Monza                   |           |

| 22-10-2006 | 2ª/7ª giornata          | 21-1-2007 |
| ---------- | ----------------------- | --------- |
| 30-0       | Biella — Pesaro         | 25-8      |
| 0-51       | Colorno — Monza         | 5-54      |
| rip.       | Grazia Deledda          |           |
|            |                         |           |
| 17-12-2006 | 5ª/10ª giornata         | 22-4-2007 |
| 5-13       | Grazia Deledda — Biella | 0-53      |
| 56-0       | Monza — Pesaro          | 30-7      |
| rip.       | Colorno                 |           |

| 3-12-2006 | 3ª/8ª giornata           | 1-4-2007 |
| --------- | ------------------------ | -------- |
| 5-0       | Grazia Deledda — Colorno | 0-8      |
| 23-0      | Monza — Biella           | 0-23     |
| rip.      | Pesaro                   |          |

#### Classifica girone B
| Pos | Squadra        | G | V | N | P | PF  | PS  | DP   | BMP | Pt |
| --- | -------------- | - | - | - | - | --- | --- | ---- | --- | -- |
| 1   | Monza          | 8 | 8 | 0 | 0 | 223 | 7   | +216 | 2   | 34 |
| 2   | Biella         | 8 | 6 | 0 | 2 | 145 | 58  | +87  | 5   | 29 |
| 3   | Pesaro         | 8 | 4 | 0 | 4 | 42  | 151 | −109 | 2   | 18 |
| 4   | Colorno        | 8 | 1 | 0 | 7 | 23  | 107 | −84  | 2   | 6  |
| 5   | Grazia Deledda | 8 | 1 | 0 | 7 | 10  | 120 | −110 | −4  | 0  |

## Fase aplay-off
|  | Semifinali   | Semifinali   | Semifinali | Semifinali |  |  | Finale       | Finale       | Finale |  |
|  |              |              |            |            |  |  |              |              |        |  |
|  | Rugby Roma   | Rugby Roma   | 3          | 5          |  |  |              |              |        |  |
|  | Riviera      | Riviera      | 36         | 33         |  |  | Riviera      | Riviera      | 12     |  |
|  | Monza        | Monza        | 0          | 0          |  |  | Red Panthers | Red Panthers | 10     |  |
|  | Red Panthers | Red Panthers | 32         | 29         |  |  |              |              |        |  |

### Semifinali
| Arbitro: | Guerzoni (Ferrara) |

|             |      |                                             |
|             | mt   | 18’, 65’, 74’ Veronese 50’ Pinna 55’ Botter |
|             | tr   | 18’, 55’, 65’, 74’ Veronica Schiavon        |
| Mariani 15’ | c.p. | 45’ Veronica Schiavon                       |

| Arbitro: | Guastini (Prato) |

|  |    |                                                               |
|  | mt | 2’, 32’ Pavan 8’ Franchin 14’ Barattin 23’ Peron 27’ Facchini |
|  | tr | 27’ Tondinelli                                                |

| Arbitro: | Brescacin (Treviso) |

|                                                         |    |               |
| Veronica Schiavon 3’, 65’ Pizzati 27’, 76’ Veronese 71’ | mt | 80’ Pietracci |
| Veronica Schiavon 27’, 65’, 71’, 76’                    | tr |               |

| Arbitro: | Sandri (Trieste) |

|                                           |    |  |
| Pavan 2’, 17’, 43’ Costa 13’ Facchini 75’ | mt |  |
| Tondinelli 17’, 75’                       | tr |  |

### Finale
| Arbitro: | Di Gregorio (Padova) |

| |              | |
| | mt           | 64’ Peron |
| | tr           | 64’ Tondinelli |
| Veronica Schiavon 22’, 40’, 69’, 77’ | c.p.         | 74’ Tondinelli |
| · Botter · Pinna · Pizzati · 56’ Lessana · Veronese · Veronica Schiavon · Valentina Schiavon · Covini · Bettin · M. Nespoli · Scarin · Barbini · 70’ Bonaldi · Giraudo · Gastaldi | Formazioni   | · Barattin · Costa · Pavan · Peron · Furlan · Tondinelli · V. Facchin 47’ · G. Bado · F. Gallina · A. Bado 58’ 61’ · V. Innocente · Severin · Mestriner · Zanon · L. Stefan (c) 65’ |
| · 56’ Zampieri · 70’ Ceratin | Sostituzioni | · Franchin 47’ · Minuzzo 58’ 61’ · I. Innocente 65’ |
| Mario Schiavon | Allenatori   | Antonella Rossetti |

## Verdetti
- Riviera: campioni d'Italia